# Джулия Гонзага
Джулия Гонзага Колона (на италиански: Giulia Gonzaga; * 1513, Гацуоло близо до Мантуа, † 16 април 1566, Неапол, Неаполитанско кралство) е италианска аристократка през периода на Ренесанса, чрез брак господарка на Фонди (1526 – 1528), графиня регент на Родиго (1532 – 1541), покровителка на художници, поети и венециански издатели. Има салони във Фонди и Неапол.

## Произход
Тя е дъщеря на Лудовико Гонзага (1480 – 1540), втори граф на Сабионета, граф на Родиго, господар на Боцоло и Остиано, и на съпругата му Франческа Фиески († 1528). Нейни дядо и баба по бащина линия са Джанфранческо Гонзага и Антония дел Балцо, а по майчина – Джанлуиджи Фиески от графовете на Лаваня и Катерина дел Карето. Има пет братя и пет сестри: 
- Луиджи, нар. „Родомонте“ (1500 – 1532), имперски капитан и съпруг на Изабела Колона
- Джанфранческо, нар. „Канино“ (1502 – 1539), военен и съпруг на Луиджа Палавичини
- Пиро (1505 – 1529), кардинал, епископ на Модена
- Алфонсо († млад)
- Джан Федерико
- Паола († 1550), господарка на Фонтанелато като съпруга на граф Джан Галеацо Санвитале
- Иполита († 1571), господарка на Мирандола и графиня на Конкордия като съпруга на Галеото II Пико дела Мирандола
- Елеонора, съпруга на граф Джироламо Мартиненго ди Падарнело, капитан на Венецианската република
- Изабела, монахиня
- Катерина, монахиня

## Биография

### Брак
През август 1526 г. 13-годишната Джулия се омъжва за вдовеца Веспасиано Колона, син на Просперо Колона и граф на Фонди, херцог на Траето, неин 3-ти братовчед, по-голям от нея с 33 години, с лошо здраве, куц и еднорък. Джулия, която носи 12 000 златни скуди като зестра, овдовява на 13 март 1528 г. и е наследница на съпруга си при условие, че не се омъжи повторно (в противен случай цялото му имущество ще отиде при дъщеря му Изабела). Джулия никога повече не се омъжва. Изабела пък не се омъжва за предопределения от баща й Иполито де Медичи, който е избран за кардинал от папа Климент VII на 10 януари 1529 г., а за брата на Джулия Лудовико Гонзага, нар. „Родомонте“: по този начин Джулия включва в защитата на собствеността върху своите феодални владения родното си семейство и в същото време поддържа приятелството с влиятелния кардинал. Изабела ражда от мъжа си син Веспасиано, херцог на Сабионета, и след повторния й брак Джулия е тази, която го отглежда.

### Двор във Фонди
Джулия се установява във Фонди, създавайки със своя секретар, моденския поет Гандолфо Порино, малък, но изискан интелектуален кръг в местния замък, посещаван от личности като Витория Колона, Маркантонио Фламинио, Виторе Соранцо, Франческо Мария Молца, Франческо Берни, художника Себастиано дел Пиомбо, който рисува нейния портрет, Пиер Паоло Верджерио, Пиетро Карнесеки, Хуан де Валдес – испански писател, пребиваващ в Неапол и „миришещ на ерес“, с когото тя поддържа контакт през целия си живот.
Нейният интелект и култура, съчетани със забележителната й красота, привличат вниманието на важни поети от онова време, като Лудовико Ариосто и Бернардо Тасо, бащата на Торкуато, който й посвещава няколко сонета. И Иполито де Медичи, въпреки че е кардинал, не спира да я ухажва: този папски легат в Умбрия, вицеканцлер, администратор на епископствата на Казале и Лече, притежател на богати бенефиции, който поддържа в луксозната си римска къща в Кампо Марцио двор от стотици хора, посвещава своя превод на втората книга на „Енеида“ на Джулия, пишейки, че огънят в сърцето му, предизвикан от нея, е бил подобен на този на Троя и му причинява „неприятности, въздишки и сълзи“. Слуховете от онова време й приписват майчинството на незаконния син на Иполито – кондотиера Аздрубале де Медичи.

### Пиратска атака
В нощта между 8 и 9 август 1534 г. град Фонди е атакуван от корсара Хайредин Барбароса, ограбващ южните брегове на полуострова  седмици наред, извършвайки бързи десанти от своите кораби. За да даде вяра на традиционното тълкуване на събитията, той се опитва да я отвлече, за да я предаде като подарък на султан Сюлейман I Великолепни. След като успява да избяга от отвличането с приключенско бягство, направено в оскъдно облекло в Камподимеле, Барбароса разграбва града и близката Сперлонга, но след това е отблъснат от упоритата съпротива на жителите на Итри. Някои също намекват, че той е бил подткнат от сем. Колона, което е възнамерявало да си присвои владенията на Гонзага.

### В Неапол и контакт с Валдес
Император Карл V, по-малко от година по-късно след атаката на Барбароса, организира експедиция срещу Тунис, за да унищожи базата на корсарите му. Когато на 25 ноември 1535 г. суверенът се завръща в Неапол, Джулия Гонзага отива да го посрещне не само за да види своя отмъстител, но за да го заинтригува в полза на собствените си вътрешни спорове със сем. Колона и доведената й дъщеря Изабела. В Неапол тя остава, влизайки в неаполитанския манастир „Сан Франческо деле Монаке“, упълномощена от Павел III, запазвайки мирския си статус.
Италианският хуманист Ортензио Ландо я описва като жена, която „е забравила красотата си, всичките й мисли са насочени към небето и е много по-практикувана в свещените букви, отколкото други жени са в иглата или халбата“. 
В Неапол Джулия се запознава с Бернардино Окино през 1536 г., много известен и завладяващ проповедник, генерал на Ордена на капуцините, който след това бяга в Швейцария, за да избяга от преследването на Инквизицията, и често посещава кръга на писателя Хуан де Валдес, което я превръща в героиня на неговия диалог „Християнска азбука“ (Alfabeto cristiano), публикуван посмъртно през 1546 г. от самата нея. Теориите на Валдес, споделяни от Джулия, се състоят в отхвърлянето на външните форми на преданост, в отдаването на себе си с доверие на Бога, който, след като е възложил наказанието на греховете на човечеството върху Христос, е дал доказателство за способността за прошка, на която човекът може да има абсолютна вяра и вярата е просветление на Светия Дух, а не резултат от рационален анализ на Писанията.
Със смъртта му през 1541 г. Валдес я прави наследница на всички негови писания, а Джулия продължава инициативите на испанеца, като също установява контакти с кръга, който се среща във Витербо в къщата на английския кардинал Реджиналд Поул, близък до реформистки позиции. Когато през 1558 г. кардинал Поул, бежанец в Англия, заповяда да се яви в Рим пред Трибунала на Светия офис, за да отговори на обвинението в ерес, на смъртния си одър се обяви за католик и послушен на папата, Джулия пише на приятеля си Пиетро Карнесеки, че смята това изявление за скандално.
Взаимодействията й с хора, заподозрени в близост до протестантската реформация, привличат вниманието на Инквизицията, която започва да събира доказателства за съдебен процес за ерес срещу нея, но такъв не се провежда благодарение на намесата на нейните братовчеди, кардинал Ерколе Гонзага и вицекралят на Сицилия Феранте I Гонзага.
Джулия Гонзага умира в Неапол на 53-годишна възраст на 16 април 1566 г., оставяйки своя племенник Веспасиано като свой универсален наследник. След смъртта й папа Пий V изземва кореспонденцията й, като при прочитането й казва, че ако тя все още е била жива, е щял да я изгорина клада. Въпреки това проверката на кореспонденцията й с Карнесеки предизвиква откриването на разследване и процес за ерес срещу него и той е изгорен на клада на 1 октомври 1567 г. В протокола от инквизиторския процес срещу Карнесеки и Гонзага, и Поул, и Валдес, всички вече покойници, са описани като лутерански еретици.